# Hugo I. (Zeitz)
Hugo I. von Zeitz († 29. August 979 in Zeitz) war der erste Bischof des Bistums Zeitz.

## Leben
Nach der Synode von Ravenna 967, die von Papst Johannes XIII. einberufen wurde, beschloss man das Erzstift Magdeburg zu gründen, was 968 geschah. Dieses Erzbistum unterteilte man in die Bistümer Meißen, Merseburg, Brandenburg, Havelberg und Zeitz. Daraufhin wurde am Weihnachtstag 968 der Benediktinermönch Hugo, in Magdeburg von Erzbischof Adelbert zum ersten Zeitzer Bischof geweiht. Seine angeblich niederländische Abstammung stammt aus der Taubeschen Chronik des Geschichtsfälschers Johann Georg Rauhe. Für sein Bistum erhielt er zur Ausstattung die Städtchen Zeitz und Altenburg sowie weitere 26 Dörfer. Er galt als Freund und Anwalt der Armen, den man als idealen Kirchenvater ansah.
Seine Amtszeit war in der Gründungsphase nicht ruhig. Bereits 976/977 wurde er aus seinem Amtsbereich durch ein böhmisches Heer unter der Führung des Grafen Dedo I. von Wettin vertrieben. Dieser hatte sich mit Herzog Heinrich II. von Bayern gegen Kaiser Otto II. aufgelehnt. Dedo wollte mit dem Überfall verhindern, dass seine Mutter, die über Ländereien im Bistum verfügte, diese dem Bistum übereignete. Nachdem Dedo I. aus Zeitz nach dessen Plünderung wieder abgezogen war, führte er seine Mutter als Kriegsgefangene mit sich. Hugo I. starb bald darauf, vermutlich nach Zeitz zurückgekehrt am 29. August 979. Er fand seine Ruhestätte im Zeitzer Dom. Ein Gedenkstein für den ersten Bischof des Bistums befindet sich in der Zeitzer Schlosskirche. Dieser wurde Jahre später vom Domkapitel gestiftet, um die Bedeutung des Ortes Zeitz für das Bistum hervorzuheben.